# Roger Hinojo
Roger Hinojo (Sallent de Llobregat, 21 de febrero de 2005) es un futbolista español que juega en la demarcación de lateral izquierdo en el RCD Espanyol "B" de la Segunda Federación.

## Trayectoria
Tras formarse como futbolista en las categorías inferiores del RCD Espanyol, finalmente hizo su debut con el RCD Espanyol "B" el 19 de noviembre de 2023 contra el Torrent CF. El 27 de abril de 2025 hizo su debut con el primer equipo en un encuentro de la Primera División de España que finalizó con un resultado en contra por 1-0 contra el Villarreal CF.

## Clubes
Actualizado al último partido disputado el 27 de abril de 2025.
| Club             | País   | Temporada | Partidos | Goles |
| ---------------- | ------ | --------- | -------- | ----- |
| RCD Espanyol "B" | España | 2023-     | 32       | 1     |
| RCD Espanyol     | España | 2025-     | 1        | 0     |